# Boulder to Birmingham
«Boulder to Birmingham» — песня американской певицы Эммилу Харрис из её дебютного кантри-альбома Pieces of the Sky (1975). Посвящена её другу, музыкальному наставнику и партнёру по дуэтам Грэму Парсонсу, погибшему в 1973 году.
Написана при участии Билла Дэнофф и является визитной карточкой и одной из наиболее известных композиций певицы. Кавер-версии впоследствии записывали Долли Партон, Джоан Баэз, The Hollies, The Fray и другие исполнители.

## Предыстория
Эммилу Харрис стала исполнительницей кантри по стечению обстоятельств. В подростковом возрасте она увлекалась творчеством артистов, популярных в период американского фолк-ривайвла, таких как Боб Дилан и Джоан Баэз. Переехав в Нью-Йорк, она в 1969 году записала собственный фолк-альбом Gliding Bird. Однако пластинка провалилась, а вскоре распался брак певицы и ей пришлось вернуться домой к родителям в пригород Вашингтона, где она начала выступать в местных клубах.
В это время Грэм Парсонс искал вокалистку для исполнения дуэтов в своём первом сольном альбоме. По рекомендации Криса Хиллмана он в 1971 году приехал в Вашингтон и прослушал Харрис в одном из баров. В 1972 году он пригласил её в Лос-Анджелес и в итоге они записали вместе два альбома. Также певица гастролировала с ним и его группой The Fallen Angels. Парсонс изменил представления Харрис о музыке, открыл ей жанр кантри, став её другом и наставником. В 1973 году он умер от передозировки наркотиков, но репутация, которую певица получила работая с ним, обеспечила ей собственный рекорд-контракт.

## Композиция
Баллада «Boulder to Birmingham» посвящена Грэму Парсонсу и отражает эмоциональное потрясение Харрис от его смерти. Песня стала центральной композицией её успешного кантри-дебюта Pieces of the Sky, вошедшего в первую десятку чарта Top Country Albums журнала Billboard. Певица сочинила композицию при помощи своего друга по вашингтонской фолк-сцене Билла Дэнофф — соавтора песни «Take Me Home, Country Roads» Джона Денвера и будущего основателя группы Starland Vocal Band. Дэнофф помог ей завершить песню, придумав мелодию для куплета.
Несмотря на то, что песня не содержит прямых отсылок к смерти Парсонса, она имеет выраженный характер оды потерянному (или погибшему) возлюбленному или близкому другу. Тяжесть утраты передаётся в тексте композиции через различные аллегории, но наиболее ярко иллюстрируется в припеве:
I would rock my soul in the bosom of Abraham
I would hold my life in his saving grace
I would walk all the way from Boulder to Birmingham

If I thought I could see, I could see your face
Упоминаемый в припеве Бирмингем — город в штате Алабама, в котором родилась Харрис. Боулдер — город в штате Колорадо, где в одном из местных клубов состоялось её первое выступление с Парсонсом и его группой The Fallen Angels. Данный эпизод особенно врезался ей в память, поскольку из двух или трёх концертов, запланированных в этом заведении, они отыграли лишь один. Дальше администрация отказалась сотрудничать с Парсонсом и его коллективом из-за плохо отрепетированного материала. Во ходе сочинения песни идея упомянуть Боулдер пришла ей на ум из-за хорошей аллитерации с Бирмингемом.
Вопреки расхожему заблуждению, фраза в первом куплете «I was in the wilderness and the canyon was on fire» (с англ. — «Я была в пустыне, и каньон горел») не имеет отношения к инциденту похищения и сожжения тела Парсонса в пустыне Мохаве. В действительности это отсылка к лесным пожарам в окрестностях Лос-Анджелеса, куда певица отправилась вскоре после смерти своего наставника. «Это было в 1973 году, во время пожара в Каньоне Топанга, можно было стоять посреди улиц Лос-Анджелеса и все вокруг выглядело так, словно охвачено пламенем. Действительно захватывающее зрелище», — пояснила она.
Композиция стала визитной карточкой Харрис и одной из её самых известных. Несмотря на то, что певица добилась признания прежде всего как неординарный интерпретатор творчества других авторов, на протяжении карьеры она написала множество своих песен и «Boulder to Birmingham» — одна из наиболее удачных её работ в качестве сочинителя. Как отмечает музыковед Джеймс Пероун, хотя в плане текста и музыки эта песня может успешно вписаться в репертуар многих других артистов, однако её эмоциональна сила в значительной мере обусловлена чувством своеобразного отрешённого смирения, которым пронизан вокал Харрис.

## Кавер-версии
Песню в разные годы записывали более 20 исполнителей, среди которых:
- The Walker Brothers — в альбоме No Regrets (1975)
- Долли Партон — в альбоме All I Can Do (1976)
- Джоан Баэз — в концертном альбоме From Every Stage (1976)
- The Hollies — в альбоме Write On (1976)
- Starland Vocal Band — в альбоме Starland Vocal Band (1976)
- Барбара Диксон — в альбоме The Right Moment (1986)
- Кейт Кэмпбелл — в альбоме Twang on a Wire (2003)
- Magna Carta — в альбоме In Tomorrow (2006)
- The Fray — в альбоме Scars & Stories (2012)
- Джилл Йонсон и Даг Сигерс — в альбоме In Tandem (2015)
- The Wailin' Jennys — в альбоме Fifteen (2017)
- Джесси Бакли — в альбоме Wild Rose Original Motion Picture Soundtrack (2019)

## Музыканты на записи
- Эммилу Харрис — акустическая гитара
- Рик Канa — акустическая гитара
- Херб Педерсен — 12-струнная гитара, бэк-вокал
- Рэй Фолман — бас-гитара
- Глен Хардин — электропианино
- Билл Пэйн — фортепиано
- Рон Татт — ударные
- Джеймс Бёртон — электрогитара
- Бен Кит — педал-стил
- Брайан Ахерн — гитара (нэшвиллский строй)
- Ник ДеКаро — дирижёр оркестра